# The Voice Kids (Brasil)
The Voice Kids foi um talent show brasileiro de canto exibido pela TV Globo de 3 de janeiro de 2016 a 9 de julho de 2023, em 8 temporadas com o total de 119 episódios. O programa foi a versão infantil do The Voice Brasil, permitindo a participação de crianças e adolescentes entre 9 e 14 anos de idade.
Os jurados da primeira e segunda temporadas foram Ivete Sangalo, Carlinhos Brown e a dupla sertaneja Victor & Léo. Na fase Ao Vivo da segunda temporada, Victor foi afastado a pedido do mesmo, com Léo seguindo sozinho até a final. Na terceira temporada, Ivete foi para a versão adulta do reality e Claudia Leitte foi redirecionada da versão adulta para infantil. Além disso, a dupla Simone & Simaria entrou no lugar de Victor & Léo. Na quinta temporada, devido a pandemia de COVID-19, Claudia decidiu se afastar do programa e Mumuzinho assumiu seu time. Na sexta temporada, Leitte e a dupla Simone & Simaria deixam definitivamente a atração e entram no lugar Gaby Amarantos e Michel Teló. Na sétima temporada, Gaby deixa o reality para estrear como atriz e Maiara & Maraísa a substituem. Na oitava temporada, Maiara & Maraisa e Michel Teló também saem do time de jurados e dão lugar a Iza e ao retorno de Mumuzinho.
Tiago Leifert e Kika Martinez foram os apresentadores da primeira temporada, com Kika sendo responsável pelos bastidores. Na segunda temporada, Leifert se afastou após ser convocado para apresentar o Big Brother Brasil e André Marques entrou em seu lugar. Além disso, a escritora infanto-juvenil Thalita Rebouças entra como nova apresentadora dos bastidores. Na sexta temporada, André deixa a apresentação para se dedicar ao comando do No Limite e Márcio Garcia assume seu posto. Na oitava temporada, Fátima Bernardes entra no lugar de Márcio, assumindo tanto a apresentação quanto os bastidores.
Foi reexibido, a partir da terceira temporada, no canal por assinatura Gloob a partir de 22 de fevereiro de 2021.

## Produção
A série faz parte da franquia The Voice e é baseado em um formato de competição semelhante na Holanda, intitulado The Voice of Holland. Porém, o The Voice Kids é uma competição destinada a crianças e adolescentes. O vencedor tem direito a um prêmio de 250 mil reais.
Na primeira temporada, Thiago Leifert, que já apresentava a versão adulta do programa, assumiu também o comando da versão infantil. Na segunda temporada, devido ao convite para apresentar o Big Brother Brasil, Leifert teve que deixar o programa, e André Marques assumiu seu lugar, tornando-se o apresentador que permaneceu por mais tempo, comandando o programa por 5 temporadas. Em 2021, André assumiu a apresentação da versão destinada a participantes com mais de 60 anos, enquanto Márcio Garcia assumiu a versão infantil em seu lugar. Em 2023, Fátima Bernardes, que também havia apresentado a versão adulta, assumiu o comando da última temporada.
Na primeira temporada, Kika Martinez desempenhou o papel de co-apresentadora, ficando nos bastidores para entrevistar os participantes e gerenciar as mídias sociais do programa. A atriz mirim do canal Gloob, Maitê Padilha, também participou da temporada fazendo uma cobertura especial que era exibida no canal. Na segunda temporada, a renomada escritora infanto-juvenil Thalita Rebouças assumiu esse papel, mantendo-se no comando por 7 temporadas, até que, em 2023, a função foi assumida por Fátima Bernardes.

### Apresentadores
Legenda
     Apresentador
     Bastidores
| Apresentador     | Temporada | Temporada | Temporada | Temporada | Temporada | Temporada | Temporada | Temporada |
| Apresentador     | 1         | 2         | 3         | 4         | 5         | 6         | 7         | 8         |
| ---------------- | --------- | --------- | --------- | --------- | --------- | --------- | --------- | --------- |
| Tiago Leifert    |           |           |           |           |           |           |           |           |
| André Marques    |           |           |           |           |           |           |           |           |
| Márcio Garcia    |           |           |           |           |           |           |           |           |
| Kika Martinez    |           |           |           |           |           |           |           |           |
| Thalita Rebouças |           |           |           |           |           |           |           |           |
| Fátima Bernardes |           |           |           |           |           |           |           |           |

### Fim do Programa
Em 28 de agosto de 2023, a TV Globo fez um anúncio oficial por meio de seu plano comercial, informando que a versão original, The Voice Brasil, encerraria sua jornada na 12ª temporada. O anúncio também confirmou que a versão infantil do programa não teria um novo ano de produção. Em relação ao futuro da franquia Voice, um comunicado do gshow deixou claro que para o ano de 2024 não estão previstas novas temporadas, em nenhuma das suas variantes.

## Fases
O programa atualmente consiste nas fases: Audições às Cegas, Batalhas, Shows, Super Batalhas, Semifinal e Final. Nas primeiras cinco temporadas, após as Batalhas, o programa foi diretamente aos Shows ao Vivo. A partir da sexta, foi introduzido o Tira-Teima. Na oitava temporada, o Tira-Teima foi substituído pelas fases Shows e Super Batalhas.

### Audições às Cegas
Durante a fase de Audições às Cegas, exibida nos primeiros episódios (geralmente entre quatro e seis episódios), os candidatos se apresentam aos técnicos que se encontram de costas, dedicando-se exclusivamente à audição da performance musical, sem qualquer contato visual. O técnico que se interessa pela voz do candidato deve pressionar o botão "Eu Quero Você" para que a cadeira vire e ele assista a apresentação. Caso mais de um técnico se interesse pelo candidato, este escolhe entre os times dos técnicos que apertaram o botão. No entanto, se nenhum técnico manifestar interesse, o candidato é automaticamente eliminado, não avançando para a próxima fase. Nas primeiras seis temporadas, o número máximo de candidatos eram 24, mudando para 21 na sétima temporada e 18 na oitava.

### Batalhas
Durante as Batalhas, os técnicos formam trios dentro de suas equipes, os quais "batalham" cantando em conjunto a mesma canção. Ao final de cada apresentação, o técnico deve decidir qual candidato avançará para a próxima fase, eliminando os outros dois. Diferentemente da versão adulta, nessa etapa não existe o recurso "Peguei", no qual o candidato perdedor da batalha pode ser salvo por outro técnico e seguir no programa em outra equipe.

### Tira Teima/Shows
A partir da sexta temporada, foi incluída a fase do Tira-Teima, a qual substitui as duas primeiras semanas de apresentações ao vivo. Nessa etapa, os oito candidatos restantes em cada equipe são divididos em dois grupos de quatro, que se apresentam em dois programas gravados. Os técnicos têm a decisão de selecionar duas vozes de cada grupo para avançarem para a próxima fase. Na sétima temporada, como haviam sete candidatos em cada time, os grupos foram divididos em um com 4, onde escolhidos dois para avançar e outro com 3, onde apenas um avançaria. Na oitava temporada, a fase ganhou o nome de "Shows", mas a dinâmica continua a mesma. 

### Super Batalhas
Introduzida na oitava temporada. Um quarteto de candidatos da mesma equipe interpretará uma canção juntos. Ao término da apresentação, o técnico selecionará uma das vozes do grupo para prosseguir na disputa. Os outros três participantes restantes terão a oportunidade de se apresentar novamente em um número solo, e a voz que se destacar mais será escolhida pelo respectivo técnico para seguir adiante. Ao final do episódio, todos os concorrentes ainda não selecionados retornam ao palco e mais uma voz de cada equipe é escolhida para avançar à semifinal, que contará com três crianças de cada time.

### Shows ao vivo
Esta fase existia nas primeiras seis temporadas, mas foi extinta a partir da sétima. Os candidatos restantes em cada time (geralmente eram entre três e oito) se apresentavam em programas Ao Vivo e o público participava da decisão final, escolhendo uma ou duas vozes para ir à próxima fase. Além disso, o técnico também selecionava um ou dois participantes.

### Semifinal
3 vozes de cada time se apresentam ao vivo. O público vota em quem deve avançar na competição, e os técnicos atribuem uma pontuação aos participantes. Os melhores colocados preenchem as 3 últimas vagas rumo à final.

### Final
A voz mais votada pelo público vence a disputa, ganha um prêmio em dinheiro e um álbum gravado pela Universal Music. Na sétima e oitava temporadas, dois candidatos de cada time iam a final e passavam por uma rodada prévia, onde apenas um ia a fase final.

## Exibição
Foi reexibido, desde a terceira temporada, no canal por assinatura Gloob a partir de 22 de fevereiro de 2021, no horário das 21h.

## Técnicos e participantes
A TV Globo confirmou oficialmente em 28 de outubro de 2015, os técnicos para a primeira temporada do programa: o cantor e compositor Carlinhos Brown, a cantora de axé Ivete Sangalo e a dupla sertaneja Victor & Leo  Os mesmos técnicos foram mantidos na segunda temporada.
Em 27 de junho de 2017, foi anunciada a substituição de Ivete Sangalo por Claudia Leitte, que participou como técnica da versão adulta por cinco temporadas. Em 13 de julho de 2017, foi anunciada a substituição de Victor & Leo por Simone & Simaria. Em setembro de 2020, foi anunciado que Mumuzinho substituiria Claudia Leitte na fase ao vivo da 5ª edição após uma interrupção de cerca de seis meses devido à pandemia de COVID-19 no Brasil. Em março de 2021, foi anunciado que Simone & Simaria não participam da temporada em função do nascimento de Zaya, filha de Simone.
Em 16 de março de 2021, foi anunciado a substituição de Simone & Simaria e Claudia Leitte por Michel Teló e Gaby Amarantos. Em 31 de março de 2022, foi anunciada a substituição de Gaby Amarantos por Maiara & Maraisa
Em 2023, na última temporada, Fátima Bernardes substitui Márcio Garcia e acontece uma troca dos técnicos Maiara & Maraisa e Michel Teló, por Iza e Mumuzinho. O único que permanece é Carlinhos Brown.

### Técnicos
| Técnico | Técnico          | Temporadas | Temporadas | Temporadas | Temporadas | Temporadas | Temporadas | Temporadas | Temporadas |
| Técnico | Técnico          | 1          | 2          | 3          | 4          | 5          | 6          | 7          | 8          |
| ------- | ---------------- | ---------- | ---------- | ---------- | ---------- | ---------- | ---------- | ---------- | ---------- |
|         | Carlinhos Brown  |            |            |            |            |            |            |            |            |
|         | Victor & Leo     |            |            |            |            |            |            |            |            |
|         | Ivete Sangalo    |            |            |            |            |            |            |            |            |
|         | Claudia Leitte   |            |            |            |            |            |            |            |            |
|         | Simone & Simaria |            |            |            |            |            |            |            |            |
|         | Michel Teló      |            |            |            |            |            |            |            |            |
|         | Gaby Amarantos   |            |            |            |            |            |            |            |            |
|         | Maiara & Maraisa |            |            |            |            |            |            |            |            |
|         | Iza              |            |            |            |            |            |            |            |            |
|         | Mumuzinho        |            |            |            |            |            |            |            |            |

### Finalistas
Técnico vencedor
| Temporada | Técnicos e finalistas | Técnicos e finalistas | Técnicos e finalistas |
| --- | --- | --- | --- |
| 1 | Victor & Leo | Ivete Sangalo | Carlinhos Brown |
| 1 | Wagner Barreto Ana Beatriz Torres Enzo & Éder Laura Schadeck Ana Pieri Ana Rosa Leslie & Laurie Mayara Cavalcante                           | Pérola Crepaldi Daniel Henrique Luna Bandeira Robert Lucas Carol Passos Julie de Assis Luiza Prochet Nicole Luz              | Rafa Gomes Íris Pereira Felipe Adetokunbo Ryandro Campos Bela Maria Júlia Gomes Malu Cavalcanti Mari Cardoso                       |
| 2 | Victor & Leo | Ivete Sangalo | Carlinhos Brown |
| 2 | Juan Carlos Poca Giulia Soncini Letícia Correa Lucas Viola Gui Marques Lucas Vasconcelos Maria Alice Mariana de Medeiros                    | Thomas Machado Franciele Fernanda Luis Arthur Seidel Tetê Prezoto Ana Clara Duda Bonini Júlia Tavares Laura Castro           | Valentina Francisco Brunno Pastori Isadora Ferreira Joyce Mendes Denise Salvi Júlia Paz Kaio Fernandes Luiza Gattai                |
| 3 | Carlinhos Brown | Simone & Simaria | Claudia Leitte |
| 3 | Mariah Yohana Talita Cipriano Ranna Andrade Maiara Morena Daniel Arthur Luisa Couto Felipe Machado Giovanna Alvarenga Maria Clara & Mariana | Eduarda Brasil Livia Bernarde Luis Henrique Schultz Augusto Michel Felipe Gaspar Gustavo Dezani Jennifer Campos Luan Gabriel | Neto Junqueira Fabiana Moneró Pedro Sousa Fernanda Ouro Amanda Carregaro Rebeca Marques Victor Hugo Yasmin Giacomini               |
| 4 | Carlinhos Brown | Simone & Simaria | Claudia Leitte |
| 4 | Raylla Araújo Carol Roberto Guilherme Mendes Alex Novais Beatriz Freitas Beatrys Zarb Jeane Barreto Luis Henrique Alves                     | Jeremias Reis Nicolas Gabriel Polly Angel Helen & Heloisa Bia Abraão Esthela Martins Isabella & Rachel Lívia Valéria         | Luiza Barbosa Malu Casanova Pedro Miranda João Nápoli Giulia Levita Lanna Moutinho Maria Clara Nery Palloma Gueiros                |
| 5 | Carlinhos Brown | Simone & Simaria | Claudia Leitte / Mumuzinho |
| 5 | Kauê Penna Karen Silva Luísa Martins Matheus Martins Arthur Luz Carol Breder Loren Medeiros Sophia Marie                                    | Paulo Gomiz Felipinho Manu Guimarães Vinne Ramos Gusttavo Salles Milly Vitória Natielly Rocha Hellen Sandy                   | Maria Eduarda Ribeiro Analu Sampaio Giovana Aguilera Lucas Mohallem Duda de Paula Guilherme Simões Lívia Corrêa Victor Hugo Mendes |
| 6 | Carlinhos Brown | Gaby Amarantos | Michel Teló |
| 6 | Helloysa do Pandeiro Isabelly Sampaio Sofia Farah Elis Cristine                                                                             | Izabelle Ribeiro Ruany Keven Izadora Rodrigues Lua Brunetti                                                                  | Gustavo Bardim Maria Victória Laís Menezes Henrique Bonadio                                                                        |
| 7 | Carlinhos Brown | Maiara & Maraisa | Michel Teló |
| 7 | Isadora Pedrini Artur de Mari Arthur Marçal Bielzinho Nanda Santiago Francine Maria Letícia Araujo                                          | Isis Testa Kaio Alvaro Débora Azevedo Amora Leonardo Freire Lorenah Maria Laura                                              | Mel Grebin Sávio & Gustavo Rafa Lemos Bianca Guterres Davi Andrade Esther Jullya Carvalho Julia Castro                             |
| 8 | Carlinhos Brown | Iza | Mumuzinho |
| 8 | Emanuel Motta Laura Medeiros Vitória Forrozeira Cecília Nascimento                                                                          | Isa Camargo Israelly Bonfim Elloá Vanacci Duda Mazolini                                                                      | Henrique Lima TAY Alicia Rachel Lunna Beatriz                                                                                      |
| Os vencedores estão em negrito, os finalistas em itálico e os demais participantes separados por ordem de eliminação. | | | |

## Sumário
Legenda de cores
| Time Brown Time Ivete Time Victor & Leo Time Claudia | Time Simone & Simaria Time Teló Time Gaby | Time Maiara & Maraisa Time Iza Time Mumuzinho |

| Temp. | Ano  | Vencedor(a)    | Outros finalistas (em ordem alfabética) | Outros finalistas (em ordem alfabética) | Outros finalistas (em ordem alfabética) | Técnico vencedor | Apresentador     | Bastidores       |
| ----- | ---- | -------------- | --------------------------------------- | --------------------------------------- | --------------------------------------- | ---------------- | ---------------- | ---------------- |
| 1     | 2016 | Wagner Barreto | Pérola Crepaldi                         | Rafa Gomes                              | [ nota 2 ]                              | Victor & Leo     | Tiago Leifert    | Kika Martinez    |
| 2     | 2017 | Thomas Machado | Juan Carlos Poca                        | Valentina Francisco                     | [ nota 2 ]                              | Ivete Sangalo    | André Marques    | Thalita Rebouças |
| 3     | 2018 | Eduarda Brasil | Mariah Yohana                           | Neto Junqueira                          | Talita Cipriano                         | Simone & Simaria | André Marques    | Thalita Rebouças |
| 4     | 2019 | Jeremias Reis  | Luiza Barbosa                           | Raylla Araújo                           | [ nota 2 ]                              | Simone & Simaria | André Marques    | Thalita Rebouças |
| 5     | 2020 | Kauê Penna     | Maria Eduarda Ribeiro                   | Paulo Gomiz                             | [ nota 2 ]                              | Carlinhos Brown  | André Marques    | Thalita Rebouças |
| 6     | 2021 | Gustavo Bardim | Helloysa do Pandeiro                    | Izabelle Ribeiro                        | [ nota 2 ]                              | Michel Teló      | Márcio Garcia    | Thalita Rebouças |
| 7     | 2022 | Isis Testa     | Isadora Pedrini                         | Mel Grebin                              | [ nota 2 ]                              | Maiara & Maraisa | Márcio Garcia    | Thalita Rebouças |
| 8     | 2023 | Henrique Lima  | Emanuel Motta                           | Isa Camargo                             | [ nota 2 ]                              | Mumuzinho        | Fátima Bernardes | Fátima Bernardes |

## Audiência
Os dados são providos pelo IBOPE e se referem ao público da Grande São Paulo.
| Temporada | Episódios | Estreia              | Estreia   | Final                  | Final     | Média geral (em pontos do IBOPE) | Ref.          |
| Temporada | Episódios | Data                 | Audiência | Data                   | Audiência | Média geral (em pontos do IBOPE) | Ref.          |
| --------- | --------- | -------------------- | --------- | ---------------------- | --------- | -------------------------------- | ------------- |
| 1         | 13        | 3 de janeiro de 2016 | 17,8      | 27 de março de 2016    | 16,2      | 16,0                             | [ 12 ] [ 13 ] |
| 2         | 13        | 8 de janeiro de 2017 | 15,9      | 2 de abril de 2017     | 16,7      | 15,8                             | [ 14 ] [ 15 ] |
| 3         | 14        | 7 de janeiro de 2018 | 19,7      | 8 de abril de 2018     | 17,9      | 18,2                             | [ 16 ] [ 17 ] |
| 4         | 14        | 6 de janeiro de 2019 | 15,3      | 14 de abril de 2019    | 17,8      | 16,0                             | [ 18 ] [ 19 ] |
| 5         | 21        | 5 de janeiro de 2020 | 14,2      | 11 de outubro de 2020  | 9,3       | 12,8                             | [ 20 ]        |
| 6         | 17        | 6 de junho de 2021   | 13,2      | 26 de setembro de 2021 | 13,3      | 12,0                             | [ 20 ]        |
| 7         | 12        | 1 de maio de 2022    | 11,3      | 17 de julho de 2022    | 10,8      | 11,8                             |               |
| 8         | 15        | 9 de abril de 2023   | 15,1      | 9 de julho de 2023     | 11        |                                  | [ 21 ]        |

- Em 2016, cada ponto representa 69,4 mil domicílios ou 197,8 mil pessoas na Grande São Paulo.
- Em 2017, cada ponto representa 70,5 mil domicílios ou 199,3 mil pessoas na Grande São Paulo.
- Em 2018, cada ponto representa 71,8 mil domicílios ou 201,1 mil pessoas na Grande São Paulo.
- Em 2019, cada ponto representa 73 mil domicílios ou 200,7 mil pessoas na Grande São Paulo.
- Em 2020, cada ponto representou 74,9 mil domicílios ou 203,3 mil pessoas na Grande São Paulo.
- Em 2021, cada ponto representou 76,5 mil domicílios ou 205,3 mil pessoas na Grande São Paulo

## Controvérsias

### Saída de Victor da dupla "Victor e Leo" do time de jurados
Após as denuncias de agressão feitas contra Victor Chaves, irmão de Leo Chaves da dupla sertaneja Victor & Leo protocoladas em 24 de fevereiro de 2017, o cantor foi afastado do programa. Segundo a TV Globo, os motivos seriam para ele apresentar sua defesa no caso. Nas edições dos dias 26 de fevereiro e 5 de março de 2017, sendo a primeira dois dias após a polêmica, as imagens que continham Victor foram imediatamente cortadas, incluindo até mesmo seus comentários, deixando apenas a de Leo como se ele não estivesse participando do programa. Já em 12 de março, quando iniciou a fase ao vivo do reality, somente Leo ocupou a bancada de jurados, mas ainda com o nome "Victor e Leo" e permaneceu assim até o fim da segunda temporada. Em 2 de julho, Victor Chaves em uma desabafo no instagram comenta que não voltará mais ao programa e em um trecho da postagem afirma que; "A informação de manter o programa como foi gravado foi mentirosa. Editaram minha imagem às claras e isso foi desrespeitoso e profano". Após a publicação, a dupla decidiu não renovar o contrato com a emissora e em 13 de julho foi anunciada a entrada da dupla feminina Simone & Simaria no lugar da dupla masculina.

### Eliminação e retorno de Mariah Yohana na "Semifinal"
No penúltimo programa ao vivo da terceira temporada do programa, no dia 8 de abril de 2018, na semifinal, na decisão sobre os participantes do time Carlinhos Brown, considerando a atribuição de mais vinte pontos dados pelo técnico, após as apresentações, se configurou um empate entre Talita Cipriano e Mariah Yohana, ambas com 45 pontos. Diante deste empate, a decisão final coube então ao técnico Carlinhos Brown, que decidiu pela permanência de Talita Cipriano. Numa análise mais detalhada sobre as casas decimais da apuração dos votos, notou-se que, sem o arredondamento, Mariah Yohana teria permanecido na competição, com uma pequena vantagem de 45,05% dos votos, contra 44,82% de Talita Cipriano. Diante disso, a direção do programa deu uma nova chance a Mariah Yohana e comunicou que ela e Talita Cipriano foram classificadas para a final. Essa foi a primeira vez na franquia The Voice (Kids e adulto) no Brasil que um técnico teve duas participantes de sua equipe na final.